# 中村一好
中村 一好（なかむら いっこう、1948年〈昭和23年〉 - 2008年〈平成20年〉4月4日）は、日本の音楽プロデューサー。日本コロムビアに所属した。

## 来歴
山口県出身。東京大学卒業後に日本コロムビアに入社。東元晃（後にテイチク社長）に師事し、ディレクターとして、石川さゆり「天城越え」・ちあきなおみ「矢切の渡し」・美空ひばり「おまえに惚れた」などを手掛ける。
都はるみを担当中の1983年ごろから、妻子ある身でありながら都と深い仲になり、そのまま住まいをともにする。退社後は都の個人事務所社長を務めた。中村の妻が離婚を拒否したため、都とは結婚できなかった。
2008年4月上旬に死去が伝えられ、当初は「心不全」と報じられたが、4月11日になって都から「4日未明に自殺した」とのコメントが出された。葬儀に都は参列できなかった。